# Cantón Ventanas
El Cantón Ventanas es uno de los 13 cantones que conforman la provincia de  ecuatoriana de  Los Ríos. Tiene una extensión de 533,66 km² y una población de más de 80.783 habitantes. Su cabecera cantonal es la ciudad de Ventanas, lugar donde se agrupa gran parte de su población total.
Es el quinto cantón más poblado de la provincia con una población de más de 80 783 habitantes (en 2025).

## Creación
Fue creado el 10 de noviembre de 1952 durante la presidencia de José María Velasco Ibarra.

## Símbolos

### Bandera
El pabellón del cantón Ventanas es de color verde y su primer cuartel superior, ubicado en el extremo izquierdo, es de color blanco con cinco estrellas de color verde que representan: las primeras estrellas a sus dos parroquias urbanas, Ventanas y 10 de noviembre, y las tres de la parte inferior a las rurales; Zapotal, Chacarita y Los Ángeles.

### Escudo
El escudo actual es de forma heráldica, teniendo en su parte superior un yelmo, como significado del abolengo y tradición de sus antepasados; en el centro se levantan cinco castillos que representan a sus cinco parroquias; al fondo una montaña representando el ramal Sibimbe y en sus faldas el cuerno de la abundancia, derramando los productos del suelo ventanense; también desciende un río, surcado por una balsa conduciéndolos frutos de las feraces tierras litoralenses.
La bandera es de forma rectangular y los colores que la forman son verde y blanco, con una dimensión de siete y medio pies de largo por cuatro y medio pies de ancho, teniendo en la franja superior un cuadro de color blanco , en cuyo campo van cinco estrellas verdes. Su significado es; el verde representa la verdura de sus fértiles campos y el blanco representa la pureza de sus hijos por llevar hacia adelante la prosperidad del cantón.

## Geografía

#### Cantones limítrofes con Ventanas
| Noroeste: Mocache     | Norte: Quevedo | Noreste: Quinsaloma, Las Naves |
| Oeste: Vinces         |                | Este: Echeandía                |
| Suroeste: Puebloviejo | Sur: Urdaneta  | Sureste: Urdaneta              |

### Ubicación
La geología de la zona se relaciona con aquella de la Cordillera Occidental ubicada al este, presenta relieves de origen tectónico erosivo constituidos por depósitos volcánicos y sedimentos del cretácico superior de la Formación Macuchi, e instruidos por cuerpos de roca de tipo diorita.
Mientras que más hacia el oeste del cantón, existen superficies de la formación Pichilingue conformadas por arenas, limos y arcillas, cuyo origen es deposicional, erosivo o acumulativo.

### Hidrografía
En cuanto a la hidrografía del cantón Ventanas; esta se encuentra representada por los ríos Chipe, Calabí, Lechugal, Suquibí, Oncebí, Bobo, Zapotal, Sibimbe, y Las Piedras; y los esteros Lechugalito, La Guatuza, Carbomalo, Aguas Frías, Guandubi y
Yuyumbí entre algunos.

### Clima
Se asienta a 25 m s. n. m. por lo que el clima es cálido.
El territorio del cantón Ventanas tiene dos tipos de clima: 
1- Mega térmico lluvioso en un 63% del territorio que corresponde a 33.589,26 has y se ubica
en la parte sur del cantón.
2- Tropical mega térmico semi-húmedo en un 37% del territorio que corresponde a 19.730,92 has y se ubica en la parte norte
del cantón.

## Gobierno Municipal

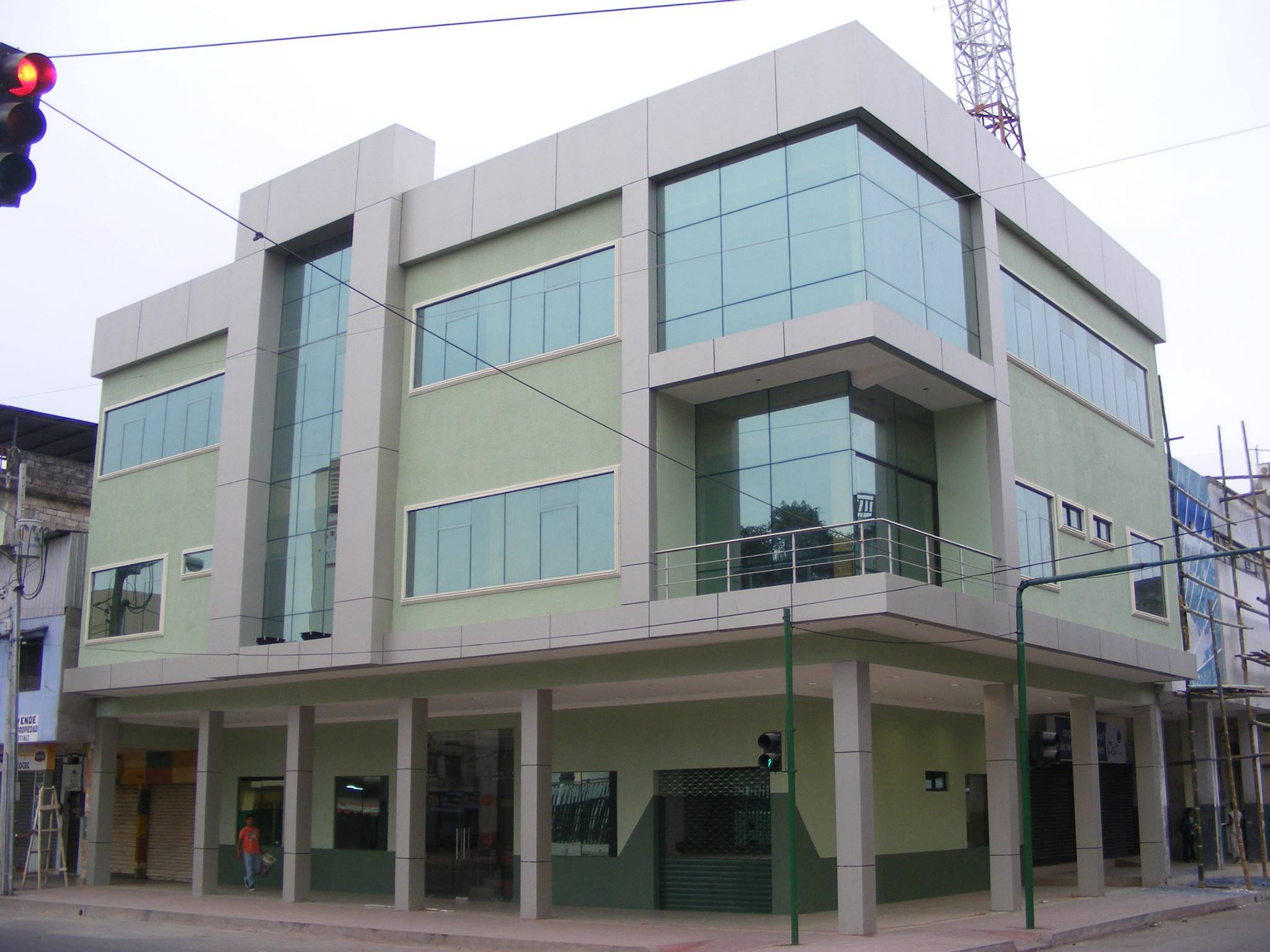
Sede del Gobierno Municipal de Ventanas

El cantón Ventanas, al igual que los demás cantones ecuatorianos, se rige por un gobierno municipal según lo estipulado en la Constitución Política Nacional. El Gobierno Municipal de Ventanas es una entidad de gobierno seccional que administra el cantón de forma autónoma al gobierno central. 
El Gobierno Municipal de Ventanas, se rige principalmente sobre la base de lo estipulado en los artículos 253 y 264 de la Constitución Política de la República y en la Ley de Régimen Municipal en sus artículos 1 y 16, que establece la autonomía funcional, económica y administrativa de la entidad.

### Alcaldía
El poder ejecutivo de la ciudad es desempeñado por un ciudadano con título de Alcalde de Ventanas, el cual es elegido por sufragio directo en una sola vuelta electoral, sin fórmulas o binomios en las elecciones municipales. El vicealcalde no es elegido de la misma manera, ya que una vez instalado el Concejo Cantonal se elegirá entre los ediles un encargado para aquel cargo. El alcalde y el vicealcalde duran cuatro años en sus funciones, y en el caso del alcalde, tiene la opción de reelección inmediata o sucesiva. El alcalde es el máximo representante de la municipalidad y tiene voto dirimente en el concejo cantonal, mientras que el vicealcalde realiza las funciones del alcalde de modo suplente mientras no pueda ejercer sus funciones el alcalde titular.
El alcalde cuenta con su propio gabinete de administración municipal mediante múltiples direcciones de nivel de asesoría, de apoyo y operativo. Los encargados de aquellas direcciones municipales son designados por el propio alcalde. Actualmente, el Alcalde de Ventanas es Carlos Carriel.

### Concejo cantonal
El poder legislativo de la ciudad es ejercido por el Concejo Cantonal de Ventanas el cual es un parlamento unicameral que se constituye al igual que en los demás cantones mediante la disposición del artículo 253 de la Constitución Política Nacional. De acuerdo a lo establecido en la ley, la cantidad de miembros del concejo representa proporcionalmente a la población del cantón.
Ventanas posee siete concejales, los cuales son elegidos mediante sufragio (Sistema D'Hondt) y duran en sus funciones cuatro años pudiendo ser reelegidos indefinidamente. De los siete ediles, cinco representan a la población urbana mientras que dos representa a las zonas rurales. El alcalde y el vicealcalde presiden el concejo en sus sesiones. Al recién instalarse el concejo cantonal por primera vez los miembros eligen de entre ellos un designado para el cargo de vicealcalde de la ciudad.
Los miembros del concejo cantonal organizarán las distintas comisiones municipales conforme a lo preescrito en los artículos 85 y 93 de la Codificación de Ley Orgánica de Régimen Municipal. Las comisiones están conformadas por los miembros principales y suplentes del concejo cantonal y por designados dentro de las diferentes instituciones públicas del cantón. Un concejal puede ser parte de más de una comisión.

## Organización territorial
El cantón se divide en parroquias que pueden ser urbanas o rurales y son representadas por los Gobiernos Parroquiales ante la Alcaldía de Ventanas.
| División territorial/parroquia                                                                                           | Superficie (km²) | Población (hab.) |  |
| --- | ---------------- | ---------------- |  |
| Ventanas (Cabecera cantonal)                                                                                             | 163,31           | 53 021           |  |
| Zapotal | 178,25           | 19 268           |  |
| Chacarita | 65,09            | 3 601            |  |
| Los Ángeles | 56,61            | 3 233            |  |
| Aguas Frías de Medellin                                                                                                  | 70,40            | 1 660            |  |
| Total cantón | 533,66 km²       | 80 783 hab.      |  |
| Datos proporcionados por el Instituto Nacional de Estadísticas y Censos sobre el Censo de Población y Vivienda del 2022. |                  |                  |  |

## Demografía

### Población
Según el INEC en el 2022, el cantón cuenta con una población de 73.211 habitantes, siendo el quinto cantón más poblado a nivel provincial.

### Composición étnica
Según las cifras presentadas por el Instituto Nacional de Estadísticas y Censos INEC en el censo realizado en 2022, la composición
etnográfica de Ventanas es:
- Mestizos (55,46%)
- Montubios (33,84%)
- Negros (5,76%)
- blancos (3,66%)
- Indígenas (1,02%)
- Otros (0,25)

## Turismo

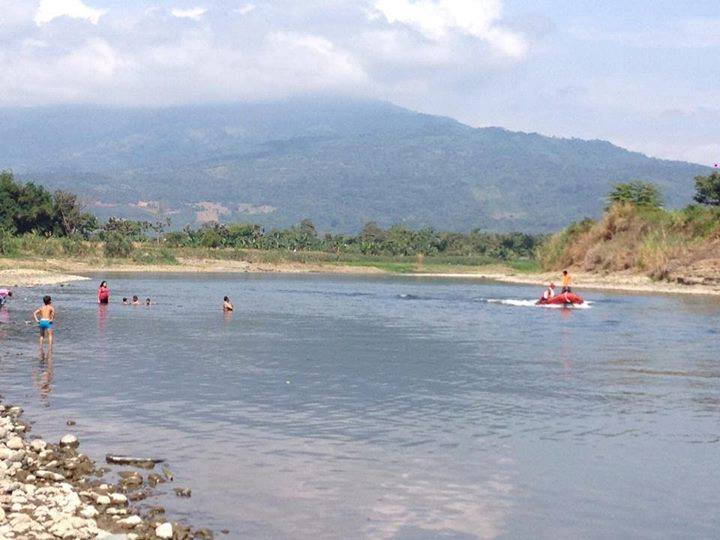
Playa de Zapotal

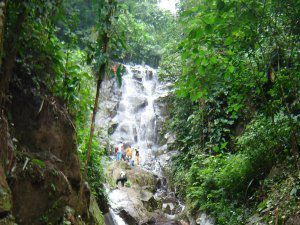
Cascada San Jacinto

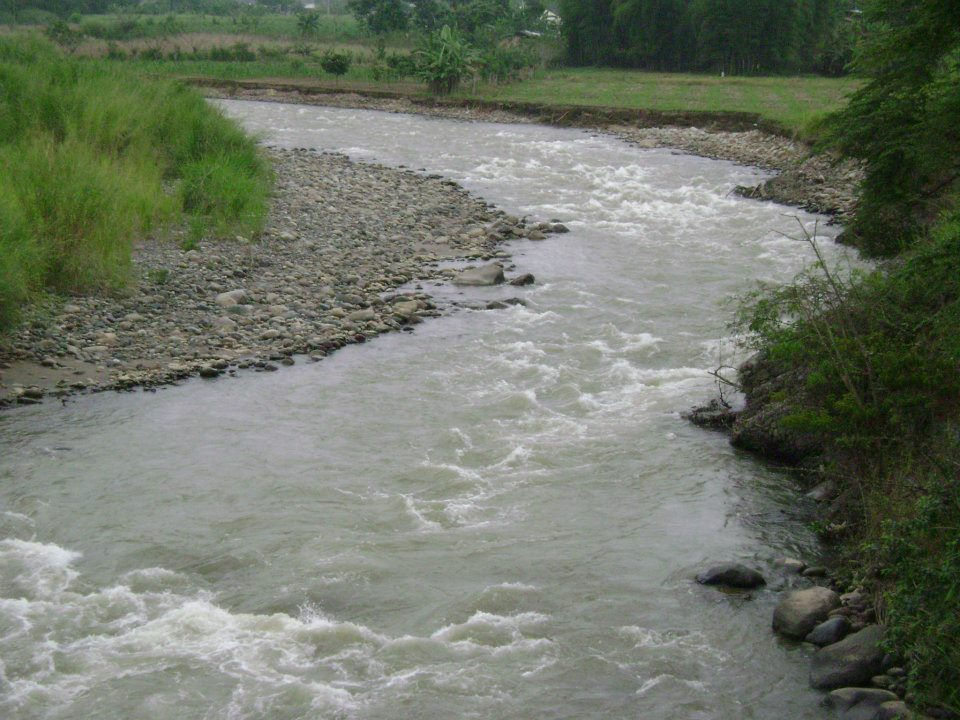
El río Oncebí, en las cercanías de Chacarita.

El turismo en la ciudad es incipiente, y lo que existe específicamente es ecoturismo, debido a los ríos y las riveras que son concurridas por la población oriunda y vecina, en especial en la época de Carnaval.
Durante ciertos meses del año se realizan eventos deportivos como regatas y amistosos de 4x4. 
Los principales recursos turísticos con los que cuenta la ciudad en las periferias son los ríos de agua dulce que son visitados por los turistas durante todo el año pero sobre todo en invierno cuando son más caudalosos y muchos de ellos forman esteros pequeños donde acuden a bañarse los pobladores.
En lo que respecta al turismo, los principales atractivos turísticos dentro de la ciudad son:
- Malecón: es considerado uno de los principales atractivos turísticos dentro de la ciudad, se encuentra junto al río Zapotal, lo que le da un toque especial y atractivo a este sitio, es un centro de esparcimiento e identidad de la ciudad.

- Playa del río Zapotal: el río se encuentra ubicado en el centro de la ciudad, en época de verano es muy concurrido por los ciudadanos para bañarse aquí, ya que en esta época se forma una pequeña playa de arena y piedras lo cual permite que las personas accedan y tengan un espacio donde descansar y disfrutar del río. También es visitado por amas de casa que van al río a lavar su ropa, como se acostumbraba hacer en décadas anteriores.

- Cascadas San Jacinto: Son tres cascadas que se encuentran formando una escalera, tienen una altura aproximada de 25 metros y están ubicadas en el recinto San Jacinto de la parroquia rural de Los Ángeles, están a 2 kilómetros del centro poblado del recinto y se llega a ellas luego de una hora de caminata en un camino lastrado.
- Río Sibimbe: Es otro de los atractivos turísticos del cantón, se encuentra ubicado en la parroquia de Los Ángeles, durante el invierno es muy caudaloso pero durante el verano es más accesible, se forma una pequeña área arenosa y de piedras en la cual se puede descansar.
- Río Oncebí: El río se encuentra ubicado en la parroquia rural de Chacarita, al igual que el resto de los ríos de este cantón es visitado mayormente en época de verano.